# Giulio Marazzina
Giulio Marazzina (Massalengo, 11 agosto 1893 – 2 novembre 1961) è stato un politico e sindacalista italiano.

## Biografia
Di formazione cattolica, è laureato in giurisprudenza. Impegnato nel sindacato, dal 1944 fa parte della segreteria provinciale della Camera del Lavoro di Bergamo, di cui nel 1947 diventa segretario generale. Un anno più tardi segue la scissione della corrente sindacale cristiana dalla CGL di Giulio Pastore, che porta prima alla fondazione della Libera CGL e poi della CISL.
Nel 1948 viene eletto alla Camera dei deputati nella I legislatura della Repubblica Italiana con la Democrazia Cristiana; rimane in carica fino al 1953.
Muore il 2 novembre 1961 all'età di 68 anni.